# Marcillat (Puy-de-Dôme)
Marcillat ist eine französische Gemeinde mit 342 Einwohnern (Stand 1. Januar 2022) im Département Puy-de-Dôme in der Region Auvergne-Rhône-Alpes (vor 2016 Auvergne). Sie gehört zum Arrondissement Riom und zum Kanton Saint-Georges-de-Mons (bis 2015 Menat).

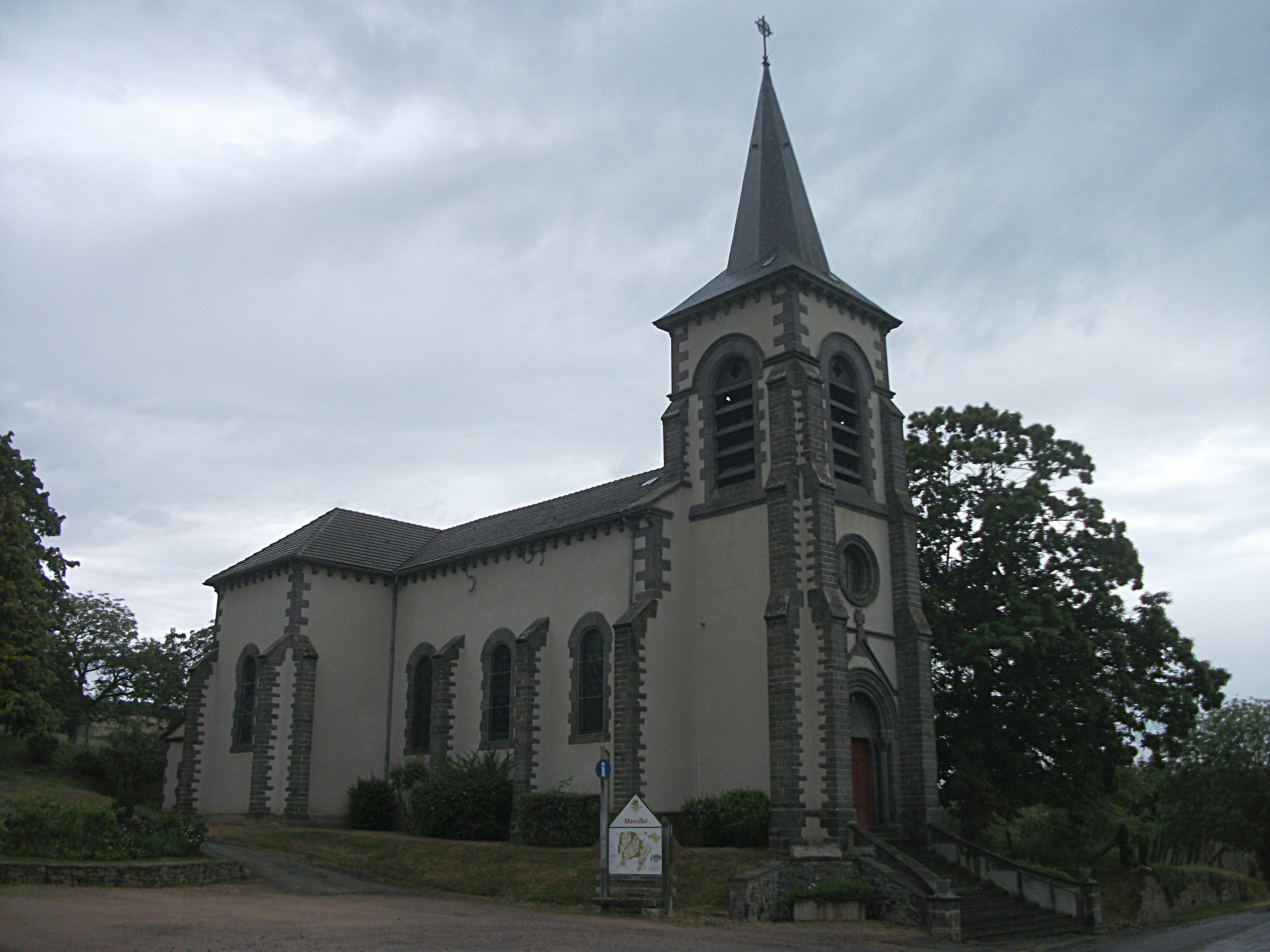
Kirche

## Geographie
Marcillat liegt etwa 22 Kilometer nordnordwestlich von Riom und etwa 38 Kilometer nordnordwestlich von Clermont-Ferrand. Umgeben wird Marcillat von den Nachbargemeinden Saint-Gal-sur-Sioule im Norden und Nordwesten, Saint-Quintin-sur-Sioule im Norden und Nordosten, Champs im Osten und Südosten, Saint-Hilaire-la-Croix im Süden, Saint-Pardoux im Westen und Südwesten sowie Pouzol im Westen und Nordwesten.

## Bevölkerungsentwicklung
| Jahr                       | 1962 | 1968 | 1975 | 1982 | 1990 | 1999 | 2006 | 2013 |
| Einwohner                  | 316  | 304  | 232  | 235  | 213  | 202  | 195  | 283  |
| Quellen: Cassini und INSEE |      |      |      |      |      |      |      |      |

## Sehenswürdigkeiten
- Kirche Saint-Georges